# 阿普弗尔特拉赫
阿普弗尔特拉赫是德国巴伐利亚州的一个市镇。总面积15.01平方公里，总人口947人，其中男性494人，女性453人（2011年12月31日），人口密度63人/平方公里。